# Ludvík Kalma
Ludvík Kalma (9. října 1941, České Budějovice – 24. listopadu 1996, Horusice) byl český manažer a ředitel několika podniků především z oblasti automobilového průmyslu. Byly jimi například Motor Jikov a následně i Škoda Auto. Působil též ve Sdružení automobilového průmyslu coby jeho předseda.
Byl uznávaným technikem a navíc člověk s velkým osobním charismatem. Dne 28. října 2014 mu in memoriam prezident České republiky Miloš Zeman udělil medaili Za zásluhy o stát v oblasti hospodářské.

## Úmrtí
Kalma měl k dispozici vůz Škoda Octavia a na něm státní poznávací značku s písmenem F. Pro auta s tímto označením neplatil do roku 1997 rychlostní limit na volné silnici ani na dálnici. Během cesty po silnici I/3 měl dne 24. listopadu 1996 ve 20:10 poblíž obce Horusice dopravní nehodu, kdy se svým vozem jedoucím rychlostí cca 160 km/h narazil do kamionu Scania převážejícího dřevo a stojícího napříč přes vozovku. Do Kalmova vozu pak ještě narazil automobil Peugeot 405. Sám Kalma byl na místě mrtev. Podle výsledků pitvy nebyl Kalma v době nehody pod vlivem alkoholu.

### Konspirační teorie
Objevily se spekulace, že Kalma mohl být mnoha lidem nepohodlný, protože rázně vystupoval proti podvodům při dovozech ojetých aut ze zahraničí. Vyšetřování nehody potvrdilo, že se jednalo o nehodu.